# خواهران (فیلم ۲۰۰۱)
«خواهران» (روسی: Сёстры) یک فیلم به کارگردانی سرگِئی سیرگیویچ بدروف است که در سال ۲۰۰۱ منتشر شد.